# Битва при Алезии
Би́тва при Але́зии — сражение между римской армией под командованием Гая Юлия Цезаря и галльской армией под командованием Верцингеторикса, произошедшее в сентябре 52 года до н. э. около галльского города-крепости Алезии. Битва завершилась разгромом галльских войск и капитуляцией крепости, вынужденной сдаться из-за истощения всех запасов продовольствия. Сражение стало завершающим эпизодом восьмилетней Галльской войны.

## Предыстория

Изображение Верцингеторикса на галльской монете

После окончания срока консульства в 58 году до н. э. Юлий Цезарь был назначен наместником в Цизальпийскую Галлию. В последующие несколько лет Цезарю удалось подчинить многие независимые галльские племена и объявить Трансальпийскую Галлию римской провинцией. Однако в конце 54 года до н. э. галлы подняли всеобщее восстание. На съезде в Бибракте, в котором приняли участие многие галльские племена, командующим армией восставших был назначен Верцингеторикс. В этот момент Цезарь находился в Цизальпийской Галлии и, услышав о массовых убийствах римских поселенцев, спешно пересёк Альпы. После этого он разделил свои силы на две части. Часть, под командованием Тита Лабиена, Цезарь отправил на север, а сам вместе с пятью легионами и германской конницей встретился с войсками Верцингеторикса в битве при Герговии, в которой римлянам пришлось отступить. Тем не менее, летом 52 года до н. э. Верцингеторикс решает уйти в укреплённый город Алезию.

## Осада и штурм
Сам город Алезия лежал очень высоко на вершине холма, так что его можно было взять, очевидно, только блокадой. Подошва этого холма была омываема с двух сторон двумя реками. Перед городом тянулась приблизительно на три мили в длину равнина; со всех остальных сторон город был окружен холмами, которые поднимались на небольшом от него расстоянии и были одинаковой с ним вышины. Под стеной на восточном склоне холма все это место густо занимали галльские силы, которые провели для своей защиты ров и ограду в шесть футов вышины. А линия укрепления, которую строили римляне, занимала в окружности одиннадцать миль. В соответственных пунктах на ней был разбит лагерь и устроено двадцать три редута. В этих редутах днем стояли сторожевые посты для предупреждения внезапных вылазок; сильные отряды караулили их и ночью.
Еще до окончания римлянами своих укреплений Верцингеториг принимает решение отпустить ночью свою конницу. При ее уходе он поручает каждому посетить свою общину и собирать на войну всех способных по возрасту носить оружие. С этими поручениями он отпускает конницу, которая прошла во вторую стражу без всякого шума там, где римская линия укреплений имела перерывы. Весь хлеб он приказывает доставить ему и за ослушание определяет смертную казнь; скот, пригнанный в большом количестве мандубиями, распределяет между своими солдатами по числу голов; а хлеб начинает отмеривать скупо и на короткий срок. Все войска, стоявшие перед городом, он снова вводит в город. Приняв эти меры, он решает ждать галльских подкреплений и планомерно продолжать войну. 
Узнав об этом от перебежчиков и от пленных, Цезарь устроил свои укрепления следующим образом. Он провел ров в двадцать футов шириной с отвесными стенками, так что ширина его основания равнялась расстоянию между верхними краями; а все прочие укрепления устроил в четырехстах футах позади этого рва. Так как пришлось по необходимости занять очень большое пространство и всю линию укреплений нелегко было заполнить сплошным кольцом солдат, то такая система имела целью помешать неожиданным или ночным массовым неприятельским атакам на укрепления и, с другой стороны, предохранять в течение дня назначенных на работу солдат от неприятельского обстрела. На упомянутом расстоянии он провел два рва в пятнадцать футов ширины и такой же глубины; в средний из них, находившийся на ровной и низменной местности, он провел воду из реки. За ними выстроена была плотина и вал в двенадцать футов вышиной, который был снабжен бруствером и зубцами, причем на местах соединения бруствера с валом выдавались большие рогатки, чтобы затруднять врагам восхождение на вал, а вся линия укреплений была опоясана башнями в восьмидесяти футах одна от другой.
По окончании всех этих работ Цезарь выбрал, насколько позволяла местность, самую ровную полосу и провел на ней совершенно такую же линию укреплений в четырнадцать миль в окружности, но обращенную наружу, именно против ожидаемого извне неприятеля, чтобы он даже в очень большом количестве не был в состоянии окружить со всех сторон его караульные отряды.
Между тем уже прошел день, в который осажденные  Алезии ожидали прихода помощи от своих; весь хлеб был съеден, и, не зная, что делается у эдуев, они созвали собрание для совещания о том, как найти выход из своего критического положения. При этом было высказано много различных мнений: некоторые рекомендовали сдаться, другие предлагали сделать вылазку, пока еще есть силы.
Голосованием было решено удалить из города всех негодных для войны по нездоровью или по годам. Мандубии же, принявшие тех в свой город, были изгнаны из него с женами и детьми. Когда они дошли до римских укреплений, то они со слезами стали всячески умолять принять их в качестве рабов, только бы накормить. Но Цезарь расставил на валу караулы и запретил пускать их.
Тем временем Коммий и остальные главнокомандующие достигли со всеми своими войсками Алезии. Цезарь распределил все свое войско на обе линии укреплений, чтобы, в случае надобности, каждый точно знал свой пост и с него не уходил, а коннице он приказал выступить из лагеря и завязать сражение. Галлы расположили в рядах своей конницы отдельных стрелков и легковооруженных пехотинцев, которые должны были подавать помощь своим при их отступлении и выдерживать атаку конницы. Неожиданными нападениями они многих из римлян ранили и заставили выйти из линии боя. Так как галлы были уверены в своем боевом перевесе и видели, как тяжко приходится римлянам от их численного превосходства, то и те, которые находились за укреплениями, и те, которые пришли к ним на помощь, поднимали повсюду крик и вой для возбуждения храбрости в своих. С полудня почти вплоть до захода солнца сражение шло с переменным успехом, пока наконец германцы в одном пункте не напали сомкнутыми рядами на галлов и не опрокинули их. Во время их бегства стрелки были окружены и перебиты. И в прочих пунктах римляне преследовали отступавших вплоть до их лагеря и не дали им времени снова собраться с силами. Тогда те, которые выступили из Алезии, почти совершенно отчаялись в победе и с печалью отступили в город.
По прошествии одного дня, в течение которого галлы изготовили много фашинника, лестниц и багров, они выступили бесшумно в полночь из лагеря и приблизились к полевым укреплениям. Внезапно подняв крик, который для осажденных должен был служить сигналом их наступления, они бросают фашинник, сбивают римлян с вала пращами, стрелами и камнями и вообще подготовляют штурм. В то же время Верцингеториг, услыхав их крик, дает своим сигнал трубой к наступлению и выводит их из города. Римляне занимают на укреплениях свои посты, которые каждому были назначены в предыдущие дни, и отгоняют галлов фунтовыми пращами, кольями, расставленными по всем шанцам, и свинцовыми пулями. Немало снарядов выпущено было из метательных машин. Там, где римлянам было трудно, легаты М. Антоний и Г. Требоний, которым досталась оборона этих пунктов, выводили резервы из ближайших редутов и по мере надобности посылали их на помощь. Во всех пунктах галлы понесли большие потери ранеными, но нигде не прорвали линии укреплений, а между тем уже приближался рассвет, и тогда они, из боязни быть окруженными на неприкрытом фланге вылазкой римлян из верхнего лагеря, отступили к своим. Что же касается осажденных, то пока они приносили заготовленные Верцингеторигом материалы для вылазки и первые ряды их засыпали рвы, на все это ушло много времени, и они узнали об отступлении своих прежде, чем успели приблизиться к римским укреплениям. Таким образом, они ни с чем вернулись в город.
Дважды отбитые с большим уроном, галлы совещаются о том, что им делать, привлекают знающих местность людей, узнают от них о расположении верхнего лагеря и об укреплениях. На северной стороне был холм, который римляне, вследствие его обширности, не могли включить в линию своих укреплений: по необходимости пришлось разбить лагерь на месте почти что прямо невыгодном, именно на отлогом спуске холма. Этот лагерь занимали легаты Г. Антистий Регин и Г. Каниний Ребил с двумя легионами. Ознакомившись через разведчиков с местностью, гальские вожди отбирают из всего войска шестьдесят тысяч человек, притом из тех племен, которые особенно славились своей храбростью, тайно условливаются между собой относительно деталей дальнейших действий и назначают общий штурм на полдень. Командование этими войсками они поручают арверну Веркассивеллауну, одному из четырех главнокомандующих и родственнику Верцингеторига. Тот, выступив из лагеря в первую стражу, к рассвету прошел почти весь путь, занял скрытую позицию за горой и приказал своим солдатам отдохнуть после ночных трудов. Около полудня он двинулся на вышеупомянутый лагерь; в то же время и его конница стала подходить к полевым укреплениям, а остальные силы начали развертываться перед римским лагерем.
Верцингеториг, увидав своих из крепости Алезии, со своей стороны выступает из города и приказывает захватить фашинник, шесты, подвижные навесы, стенные багры и вообще все заготовленное им для вылазки. Сражение идет во всех пунктах единовременно; повсюду делаются попытки штурма; в наиболее слабые пункты устремляются большими массами. Римские отряды, растянутые по таким огромным укреплениям, с трудом поспевают давать отпор во многих местах сразу. Цезарь, выбрав удобный пункт, видит с него, что где делается: где наших теснят, туда он посылает резервы. Неблагоприятная для римлян отлогость холма оказывает большое влияние на ход сражения. Часть галлов пускает снаряды, часть идет на римлян строем "черепахи"; утомленных сменяют свежие силы. Все галлы бросают землю на укрепления, облегчают себе таким образом подъем и засыпают ловушки, скрытые римлянами в земле. Узнав об этом, Цезарь посылает теснимым на помощь Лабиэна с шестью когортами и приказывает ему, в случае невозможности держаться, увести когорты с вала и сделать с ними вылазку, но прибегнуть к этой мере только в крайности. А сам обходит остальных, ободряет их не поддаваться изнурению, обращая их внимание на то, что от этого дня и часа зависят все плоды прежних сражений. Осажденные потеряли надежду взять слишком огромные полевые укрепления и пытаются взобраться на крутизны и напасть на бывшие там укрепления; сюда они несут все материалы для штурма. Множеством снарядов они выбивают защитников из башен, засыпают землей и фашинником рвы, рвут баграми вал и брустверы. Цезарь сначала посылает туда молодого Брута с его когортами, а затем с другими когортами Г. Фабия; наконец, так как сражение становилось все более и более ожесточенным, сам ведет на помощь свежие резервы. Восстановив здесь бой и отбив галлов, он спешит к тому пункту, куда послал Лабиэна; берет с собой четыре когорты из ближайшего редута, приказывает части конницы следовать за собой, а другой – объехать внешние укрепления и напасть на врагов с тылу. Лабиэн, убедившись в том, что ни плотины, ни рвы не могут выдержать напора галлов, собрал в одно место сорок когорт, которые были выведены из ближайших редутов и случайно на него наткнулись, и сообщил Цезарю через гонцов о своих ближайших намерениях.
Галлы вновь завязывают сражение. Навстречу крику, поднявшемуся с обеих сторон, раздается крик с вала и со всех укреплений. Римляне оставили копья и взялись за мечи. Внезапно в тылу у неприятелей показывается римская конница и приближаются еще другие когорты. Враги повертывают тыл, но бегущим перерезывают дорогу всадники. Идет большая резня. Вождь и князь лемовиков Седулий падает убитым; арверна Веркассивеллауна захватывают живым во время бегства; Цезарю доставляют семьдесят четыре военных знамени; лишь немногие из этой огромной массы спасаются невредимыми в свой лагерь. Те, которые заметили из города избиение и бегство своих, отчаялись в своем спасении и увели свои войска назад от укреплений. При слухе об этом тотчас же начинается всеобщее бегство из галльского лагеря. Посланная около полуночи конница нагнала арьергард; много народу было при этом взято в плен и убито; остальные разбегаются по своим общинам.
На следующий день Верцингеториг созвал общее собрание и заявил на нем, что эту войну он начал не ради своих личных выгод, но ради общей свободы; так как необходимо покориться судьбе, то он отдает себя в распоряжение собрания: пусть оно благоволит сделать выбор: или его смертью удовлетворить римлян, или выдать его живым. По этому поводу отправили к Цезарю послов. Он приказывает им выдать оружие и привести князей. Сам он сел в укреплениях перед лагерем. Туда приводят вождей; Верцингеторига выдают, оружие положено. Эдуев и арвернов Цезарь приберег, в расчете снова приобрести через них влияние на их общины; остальных пленных он распределил во всем своем войске по человеку на солдата в качестве военной добычи.

## Последствия

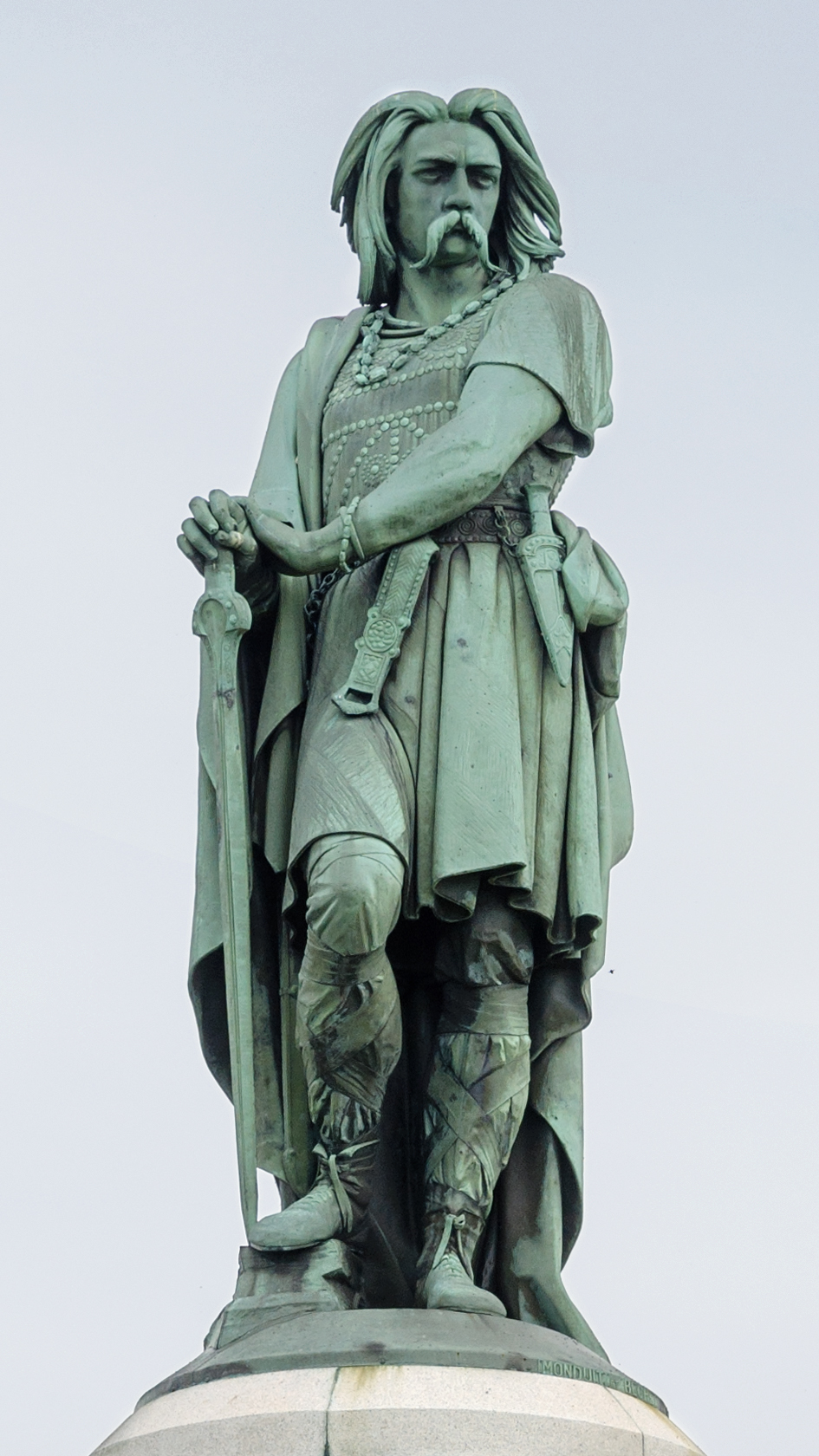
Памятник Верцингеториксу на месте битвы

Битва при Алезии стала последним крупным сражением в Галльской войне. Вскоре после неё римляне без труда подавили остававшиеся очаги сопротивления, а Галлия была разделена на несколько провинций. В честь победы сенат объявил 20 дней празднеств, что очень упрочило положение Цезаря в Риме.
В настоящее время место битвы отмечено памятником Верцингеториксу: редкий случай памятника не победителю, а побеждённому.

## В искусстве
- Часть битвы и капитуляция Верцингеторикса показана в начале телесериала «Рим».
- Битва, осада Алезии и капитуляция Верцингеторикса показана в фильме «Юлий Цезарь»(2002)
- Осада в общих чертах показана в фильме «Друиды»
- Подробно показана в документальном сериале «Великие битвы до рождества Христова» (Battle BC)
- У группы Eluveitiе есть песня «Alesia»
- У группы Rome есть песня «Alesia»